# Giovanni Pisano
Giovanni Pisano (Pisa, oko 1250. – Siena, poslije 1314.) bio je talijanski kipar i arhitekt. 
Sin i učenik Nicole Pisana, bio je voditelj gradnje prvostolnice u Sieni (1287. – 96.) i Pisi. Predstavnik je talijanskog kiparstva gotike.
Zajedno s ocem je radio na propovjedaonici katedrale u Pisi, koju je sam dovršio nakon očeve smrti. Njegova glavna djela su gotičke mramorne propovjedaonice u crkvi sv. Andrije u Pistolji, te ljupki kipovi Blažene Djevice Marije sa Sinom.
- Propovjedaonica crkve sv. Andrije u Pistolji (1301.).
- Djevica s Djetetom iz katedrale u Pratu.
- Djevica s Djetetom iz Opatije Fontenay (1300.).